# Cutie Honey: The Live
Cutie Honey The Live (キューティーハニー THE LIVE Kyūtī Hanī Za Raibu?) es un tokusatsu japonés basado en los populares mangas y animes de Cutie Honey, esta versión se encuentra dirigida por Makoto Yokoyama. Salió al aire en TV Tokyo el 2 de octubre de 2007. 
La Gravure idol (Ídolo del fotograbado) Mikie Hara (原 幹恵, Hara Mikie) tiene el papel de Honey Kisaragi, la protagonista de la serie.

## Personajes

### Honey Kisaragi/Cutie Honey
Honey Kisaragi (如月 ハニー Kisaragi Hanī?) es una chica cyborg quien se transforma en Cutie Honey (キューティーハニー Kyūtī Hanī?) tocando el collar de corazón en su cuello y diciendo la frase "Honey Flash!" (ハニーフラッシュ! Hanī Furasshu!?). Ella también usa esa frase para cambiar su traje en prácticamente cualquier atuendo. Honey posee superinteligencia y fuerza, además de un factor curativo. Su emblema personal es un corazón rosado y su arma en batalla es un estoque.
Esta versión de Cutie Honey es más atolondrada que sus encarnaciones anteriores, teniendo pocas amistades y aun así teniendo una actitud demasiado optimista. La Honey original asistía a una escuela católica, pero en esta versión ella asiste a una secundaria japonesa normal.
Honey es interpretada por Mikie Hara.

### Seiji Hayami
Seiji Hayami (早見 青児 Hayami Seiji?) es un joven detective privado que ayuda a Honey. Su sueño es escribir un libro acerca de lo "demoniaco" de la sociedad Japonesa actual (el capitalismo), debido a eso, el vive en los barrios bajos para poder comprender mejor el lado oscuro de la sociedad. 
Seiji es interpretado por Syouma Yamamoto.

### Miki Saotome/Sister Miki
Miki Saotome (早乙女 ミキ Saotome Miki?) es una chica bastante fría que es el polo opuesto a Honey, siendo introvertida y antisocial. Como Honey, ella tiene el poder de transformación, y puede cambiar a una forma con traje azul llamada Sister Miki (シスターミキ Shisutā Miki?). En esta forma ella no controla su agresión, causándole un miedo a sí misma. Ella no se acerca a nadie por miedo de lastimarlos contra su voluntad, su frialdad se debe a que sus padres murieron frente a sus propios ojos en un accidente automovilístico y desde entonces ha vivido sola. Al igual que Honey, ella se transforma con la frase "Honey Flash!" (ハニーフラッシュ! Hanī Furasshu!?) presionando su emblema personal, una pica azul. Su arma es un Kukri (o Khukuri).
Miki es interpretada por Ayame Misaki.

### Yuki Kenmochi/Sister Yuki
Yuki Kenmochi (剣持 ユキ Kenmochi Yuki?) es la hija única de la prestigiada familia Kenmochi. Su forma de hablar y actuar se deben a la educación que tuvo desde niña y se lamenta fácilmente por las personas menos afortunadas. Ella tiene sentimientos románticos por Honey desde el momento en que se conocen. Ella también tiene el poder de transformación, cambiando a una guerrera de traje blanco llamada Sister Yuki (シスターユキ Shisutā Yuki?) con la frase "Honey Flash!" (ハニーフラッシュ! Hanī Furasshu!?). Su emblema personal es un diamante blanco. Su arma en batalla es un Chakram.
Yuki es interpretada por Makoto Takeda.

### Natsuko Aki
Natsuko Aki (秋 夏子 Aki Natsuko?) es la mejor amiga de Honey y compañera de habitación, aun así no tiene idea de que Honey es una cyborg.
Natsuko es interpretada por Megumi Komatsu.

### Gen-san
Gen-san (源さん Gen san?) es un hombre sin hogar y muy amigo de Seiji. Él conoce bien el mundo de las personas sin casa y es una excelente fuente de información con respecto al bajo mundo de la corrupción. Él tiene la misteriosa habilidad de encontrar (y cocinar) cosas comestibles de los lugares más inesperados.
Gen-san es interpretado por Kenichi Nagira.

## Panther Claw
Panther Claw (パンサークロー Pansā Kurō?) es una organización maligna interesada en conseguir dinero bajo cualquier costo, tan así que "ganar dinero es como respirar" para ellos. Ellos son los antagonistas de la serie y usan a cyborgs bien entrenados como sus guardaespaldas. Panther Claw se encuentra dividido en 4 partes, cada una cubriendo un distinto tipo de negocio y siendo dominado por un ejecutivo en cada uno.

### Yuji Nakajo
Yuji Nakajo (中条 有次 Nakajō Yūji?) es un genio de un IQ sobrepasando los 200 y un desorden de personalidad múltiple. Sus dos personalidades son las de un hombre bastante frío y calculador y un niñito arrogante y cruel. En estas dos formas, él puede producir alas afiladas de sus brazos y manos que además de pelear le sirven para volar a su voluntad.
El también posee una tercera personalidad demoniaca que no puede controlar, cuando esta personalidad toma control, su actitud es muy agresiva y es capaz de producir alas de murciélago en sus brazos y con enormes garras como manos.
Yuji es interpretado por Kohei Murakami.

### Duke Watari
Duke Watari (デューク渡 Dūku Watari?, nombre completo: Duke Seiya Anthony Watari IV) es un caballero bilingüe que cambia del idioma japonés a inglés con mucha frecuencia. Es presidente de una compañía de IT (Inteligencia tecnológica). Aun siendo alguien muy serio, tiene un temperamento explosivo y suele gritar "Shit!" (¡Mierda!) cuando algo malo (sin importar la magnitud) le ocurre. Él puede producir navajas de sus pies y posee grandes habilidades para pelear, tiene una rivalidad amistosa con Yuji.
Su rol en Panther Claw es de crear "armas humanas" cibernéticas que usan como peleadores y guardaespaldas. Además de esto, tiene habilidades en la medicina, usando hospitales para lavarle el cerebro a gente inocente y transformarlos en armas de batalla.
Watari es interpretado por Mark Musashi.

### Mayumi Karasugawa
Mayumi Karasugawa (烏川 真由美 Karasugawa Mayumi?) es una cruel masoquista que trabaja como profesora en una escuela privada elite. Es una lesbiana que gusta de acosar a sus alumnas y se enamora de Honey cuando la conoce. Ella usa la escuela para preparar a nuevos miembros de Panther Claw.
Mayumi es interpretada por Erika Oda.

### Hiromi Tanaka
A simple vista, Hiromi Tanaka (田中 弘美 Tanaka Hiromi?) es una dueña de casa que atiende una pescadería en un barrio muy visitado. La verdad es que ella es otra ejecutiva de Panther Claw con una poderosa obsesión por hacer dinero.
Hiromi es interpretada por Eri Fuse.

## Episodios
1. ¡Honey Flash! (ハニーフラッシュ! Hanī Furasshu!?)
2. ¡Maniobras en el Club Nocturno! (キャバクラ大作戦! Kyabakura daisakusen!?)
3. ¡Enfermera, a Explorar! (ナースで探れ! Nāsu de sagure!?)
4. ¡Subasta de Miedo! (恐怖のオークション! Kyōfu no Ōkushon!?)
5. ¡La Segunda Chica! (第二の少女! Dai ni no shōjo!?)
6. ¡Sirvienta Por Favor! (メイドでどうぞ！ Meido de dōzo!?)
7. ¡Cuidado con el Celular! (ケータイにご用心！ Kētai ni go yōjin!?)
8. ¡Lección Peligrosa! (危険なレッスン！ Kiken na ressun!?)
9. ¡El Incidente del Secuestro de la Princesa! (お嬢さま誘拐事件！ Ojōsama yūkai jiken!?)
10. ¡La Trampa de la Cita Triple! (トリプルデートの罠！ Toripuru dēto no wana!?)
11. ¡La Anciana Corrupta! (悪徳のおばさん！ Akutoku no obasan!?)
12. ¡Deseo de Armonía! (欲望のハーモニー！ Yokubō no hāmonī!?)
13. ¡Mezclador a Mí! (合コンしちゃうぞ！ Gōkon shichau zo!?)
14. ¡"Salud" por los Recuerdos! (乾杯メモリー！ Kanpai Memorī!?)
15. ¡Honey Imprudente! (暴走ハニー！ Bōsō Hanī!?)
16. ¡Amor Prohibido! (禁じられた恋！ Kinjirareta Koi!?)
17. ¡El Conjunto del Diablo! (悪魔のアンサンブル！ Akuma no Ansanburu!?)
18. ¡Papá, Regresa! (パパをかえして！ Papa o Kaeshite!?)
19. ¡Androide, Vete de Aquí! (アンドロイドは出て行け！ Andoroido wa Deteike! ?)
20. ¡El Valor de la Existencia! (存在の価値！ Sonzai no Kachi!?)
21. ¡El Secreto del Profesor Kisaragi! (如月博士の秘密！ Kisaragi Hakase no Himitsu!?)
22. ¡El Último Deseo! (最後のお願い！ Saigo no Onegai!?)
23. ¡El Regalo de Mi Padre! (お父様からの贈り物！ Otō-sama kara no Okurimono!?)
24. ¡Requiem de Furia! (激情のレクイエム！ Gekijō no Rekuiemu!?)
25. ¡Guerreras del Amor! (愛の戦士たち！ Ai no Senshi-tachi!?)

## Música
Opening"Cutie Honey" (キューティーハニー Kyūtī Hanī?) by Wild 3-nin musume (ワイルド三人娘 Wairudo san'nin musume?)
Endings
1. "BUT, metamorphosis" (PERO, metamorfosis) por Minami Kuribayashi (栗林 みな実 Kuribayashi Minami?)
2. "I lost the place" (Perdí mi lugar) por Aki Misato (美郷 あき Misato Aki?)
3. "Toiki SCARLET..." (Suspiro escarlata...) por Aira Yūki (結城 アイラ Yūki Aira?)